# Fontaines-Saint-Martin
Fontaines-Saint-Martin es una comuna francesa situada en la metrópoli de Lyon, en la región de Auvernia-Ródano-Alpes. Tiene una población estimada, a inicios de 2020, de 3015 habitantes.

## Demografía
| 2000 | 1205 | 1361 | 1346 | 1480 | 1420 | 1580 | 1580 | 810 | 797 | 812 | 772 | 720 | 710 | 704 | 696 | 655 | 708 | 669 | 636 | 622 | 602 | 694 | 684 | 710 | 712 | 878 | 1026 | 1306 | 1826 | 2056 | 2124 | 2721 | 2698 | 3060 | 3015 |
| Para los censos de 1962 a 1999 la población legal corresponde a la población sin duplicidades (Fuente: INSEE [Consultar]) |      |      |      |      |      |      |      |     |     |     |     |     |     |     |     |     |     |     |     |     |     |     |     |     |     |     |      |      |      |      |      |      |      |      |      |